# Hermann Trenkwald
Hermann Trenkwald (1895–1919 von Trenkwald; * 24. Mai 1866 in Wien; † 11. Juni 1942 in Perchtoldsdorf, Niederösterreich) war ein österreichischer Kunsthistoriker, Museumsleiter und Kunsthändler. Er war von 1898 bis 1918 Direktor des Kunstgewerbemuseums in Frankfurt am Main und von 1925 bis 1927 Direktor des Österreichischen Museums für Kunst und Industrie. Thematisch beschäftigte er sich vor allem mit kunstgewerblichen Textilien (Teppiche, Gobelins), Keramik und Glas. Als Mitglied der Kunstkommission der Vermögensverkehrsstelle war er in der NS-Zeit ab 1938 maßgeblich an der Enteignung jüdischer Kunstsammler beteiligt.

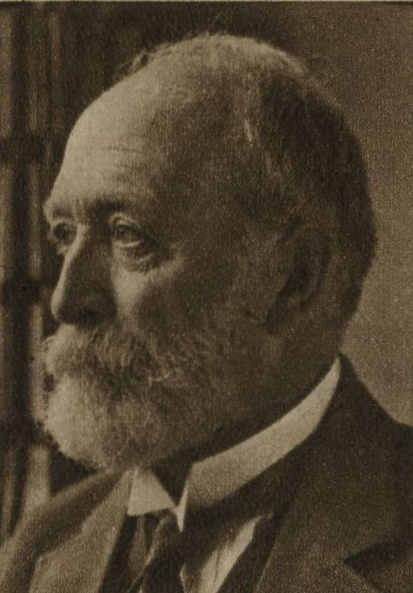
Aufnahme von Ludwig Schwab (1930)

## Leben
Hermann Trenkwald war der Sohn des Historienmalers und Akademieprofessors Josef Mathias Trenkwald, der 1895 mit seiner Familie in den Adelsstand erhoben wurde, und der Engländerin Kate Noel. Er besuchte das Theresianum bis zur Matura 1886. Er studierte zunächst Rechtswissenschaften, 1886/87 in Jena, von 1887 bis 1890 in Wien. Ab 1890 studierte er Kunstgeschichte, Klassische Archäologie und Geschichte an der Universität Wien, wo er 1894 mit einer Arbeit Über die Darstellung der christlichen Tugenden durch die bildende Kunst promoviert wurde.
Darauf war er zunächst als Volontär an den Königlichen Museen zu Berlin tätig, von 1895 bis 1897 als Kustos des Kaiser Franz Josef-Museums für Kunst und Gewerbe in Troppau (Österreichisch-Schlesien). Er leitete ab 1897 die Sammlungen des Mitteldeutschen Kunstgewerbe-Vereins und wurde im Jahr darauf erster Direktor des Kunstgewerbemuseums in Frankfurt am Main. Diese Position hatte er, unterbrochen durch den Kriegsdienst 1915–1917, bis Januar 1918 inne. Mit dem Adelsaufhebungsgesetz von 1919 fiel der Namensbestandteil „von“ weg.
Im September 1918 wurde er Erster Vizedirektor des Österreichischen Museums für Kunst und Industrie in Wien und Leiter der Textil- sowie der Keramik- und Glas-Sammlung. Als Nachfolger Eduard Leischings wurde er 1925 Direktor des Museums. Nach Beanstandungen in einem Bericht des Rechnungshofs (mangelhafte Inventarisierung, doppelte Auszahlung von Geldbeträgen, überhöhte Ankaufssummen, eigenmächtige Entscheidungen bei Tauschaktionen) wurde er 1927 – offiziell aus gesundheitlichen Gründen – vorzeitig pensioniert. Neben seiner Museumstätigkeit hielt er Vorträge, veröffentlichte Artikel und Fachbücher. Zudem war er seit 1921 künstlerischer Leiter der Wiener Gobelin-Manufaktur. In seinem „Ruhestand“ eröffnete er 1932 „künstlerische Fachberatung“ im Palais Pallavicini am Wiener Josefsplatz und war im Kunsthandel tätig. Der Kunsthändler Ludwig Pollak war ein Freund und Geschäftspartner.
Trenkwald war ab 1932 (de facto) Mitglied der österreichischen NSDAP. Nach dem Anschluss Österreichs beantragte er am 18. Mai 1938 formell die Aufnahme in die NSDAP und wurde rückwirkend zum 1. Mai aufgenommen (Mitgliedsnummer 6.150.639), im selben Jahr wurde er Mitglied der Kunstkommission der Vermögensverkehrsstelle, der zentralen „Arisierungsbehörde“ im besetzten Österreich. In dieser Funktion wirkte er maßgeblich bei der Enteignung von Sammlungen, Kunst- und Antiquitätenhandlungen jüdischer Besitzer mit. Mitte 1939 verfasster er eine Denkschrift mit dem Titel Verwertung des in nichtarischem Besitz befindlichen Kunst- und Kulturgutes, in dem es heißt: „Den Juden ist das in ihrem Besitz befindliche Kunst- und Kulturgut, an dem ihre Rasse schaffend nie beteiligt war, zu entziehen und in arische Hände zu bringen. Die Überleitung in arischen Besitz erfolgt über den Kunsthandel.“ Zwischen 1937 und 1941 verhandelte er um die letztendlich vergebliche Überführung des Testament Martin Luthers von Budapest nach Deutschland.
Hermann Trenkwald war ab 1918 mit Theresia Trenkwald geb. Ehrenberger (1893–1963) verheiratet, die – auch nach seinem Tod – einen Antiquitäten- und Kunsthandel betrieb.

## Veröffentlichungen (Auswahl)
- Ausstellung alter Goldschmiede-Arbeiten aus Frankfurter Privatbesitz und Kirchenschätzen. Kunstgewerbemuseum Frankfurt a. M. Juni – September 1914. Frankfurt 1914.
- Gläser der Spätzeit (um 1790–1850). A. Schroll & Co., Wien 1923.
- mit Friedrich Sarre: Altorientalische Teppiche. 2 Bände. Herausgegeben vom Österreichischen Museum für Kunst und Industrie. A. Schroll & Co., Wien 1926–1928.